# Gastronomie moleculară

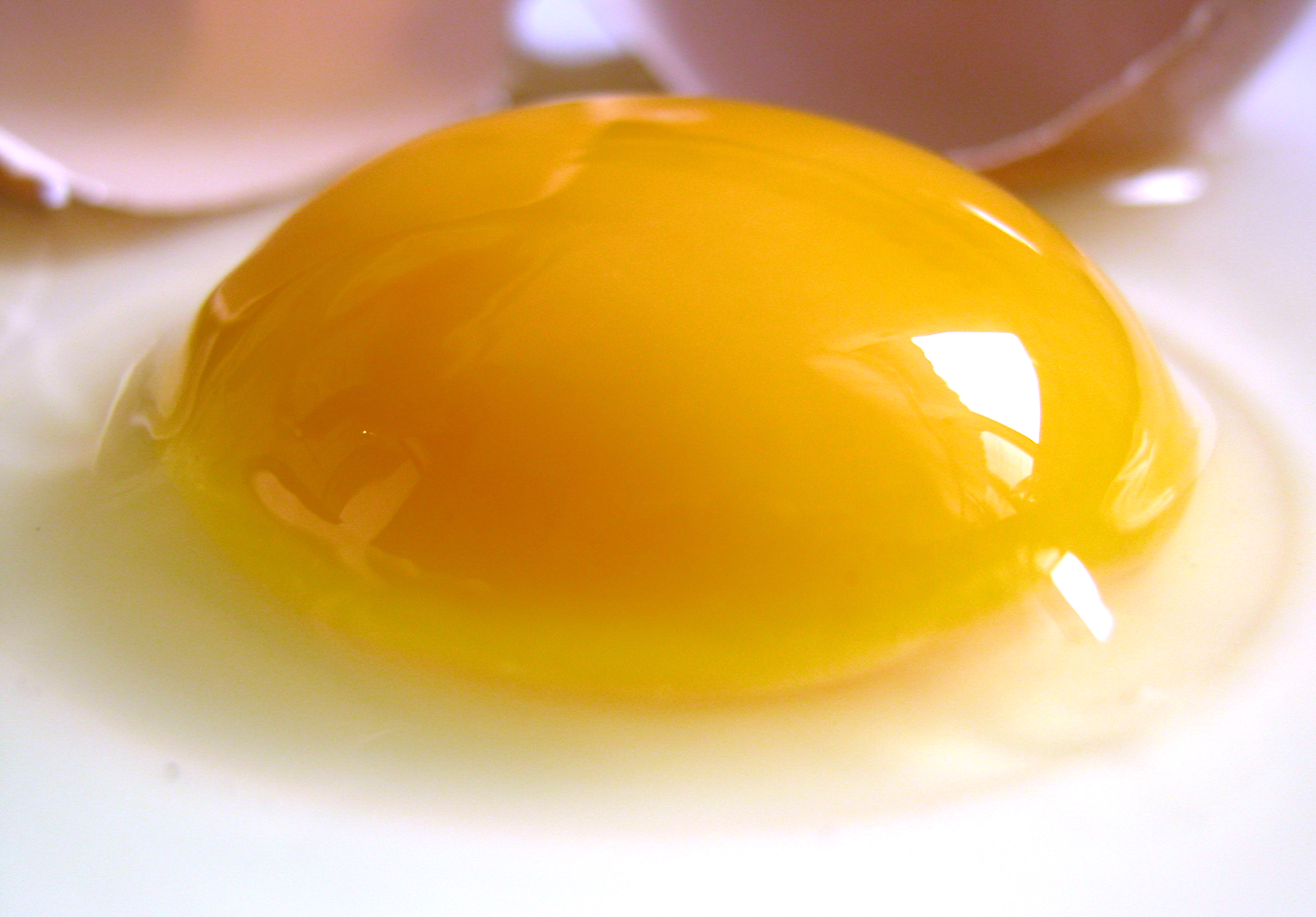
Gălbenuș.

"Gastronomia moleculară" aplicată - Molekularküche (germana), se referă la cercetarea mecanismelor din timpul proceselor de preparare a alimentelor în bucătărie. Este o disciplină științifică al cărei pionier este Nicholas Kurti, fizician la Oxford, și Hervé This, specialist francez în chimie fizică, care lucrează la INRA - AgroParisTech. Prima utilizare a termenului de gastronomie moleculară a avut loc cu ocazia International Workshop on Molecular and Physical Gastronomy, din Sicilia în mai 1992.
Gastronomia moleculară are la bază cercetări fizico-chimice prin metode empirice de artă culinară, folosind tehnici de fizică și de chimie și de transformări culinare: macerare, caramelizare, coacere dublă etc. Cercetarea lui Hervé This, din 1996, "La gastronomie moléculaire et physique", Universitatea Paris, considera ca metode de cercetare: 
- utilizarea de noi tehnici, noi ingrediente.

## Oul
În cazul oului, studiile s-au bazat pe chimia alimentului, biochimie, fizica și microbiologia alimentară pentru asigurarea salubrității acestui produs în industria alimentară (evitând astfel intoxicațiile alimentare, cu salmonela, de exemplu). Pe de altă parte, alimentele conțin alergeni ce necesită înlocuitori. În cazul oului, conține emulgatori, spumanți și coagulanți. Într-o tartă cu fructe, oul este coagulant, dar poate fi înlocuit cu agar-agar mucilaginos obținut din alge roșii, pentru că are proprietăți similare.
Cărțile sfătuiesc să se fiarbă oul 3-6 minute pentru gălbenușuri moi și 6-8 minute pentru gălbenușuri de duritate medie. Gastronomia moleculară a relevat faptul că timpul de preparare este mult mai important decât temperatura.

## Carnea
- Proteinele din țesutul muscular din carne: la temperaturi de peste 60 °C, carnea nu mai este în măsură să dețină sucuri.
- O friptură cu un roz frumos ar trebui să nu depășească 60 °C. Țesutului conjunctiv din carne este moale, dar numai la temperaturi de peste 90 °C. Numai atunci colagenul rigid este convertit în gelatină moale. Și reacția Maillard, care face o crusta maro gustoasă, are loc doar la peste 140 °C.

Friptura, care are conținut bogat în fibre musculare, și scăzut în țesut conjunctiv, ar trebui să fie preparată la temperaturi scăzute. Acest lucru este posibil în vid și în timp foarte lung (trei zile), într-o baie de apă la 50 °C. Ulterior, carnea poate fi prăjită scurt pentru o crustă maro. O altă posibilitate este utilizarea de enzime divizare (protează), într-o marinată de kiwi.
Pe lângă comportamentul de proteine în diferite circumstanțe, poate uita, de asemenea, la combinațiile de apă, grăsime, solid, și gaz, în vase de multe. De exemplu, maioneza, smântâna, sos olandez, etc poate fi privită ca o emulsie de grăsime-în-apă, unt și ca o emulsie de apă-în-ulei.
Un vas acoperit cu supă de trufe degajă în cuptor un abur aromat, care este eliberat atunci când este gătita masa iar capacul este deschis. În bucătăria moleculara, există spray-uri, pentru esență.
O gamă mai eficientă de emulgatori și agenți de îngroșare sunt folosite pentru a face suprafață de jeleu la cald și la rece, solid sau lichid, spuma pentru arome atât dulci și cimbru.
Produsele din fabricile de bomboane și din uzinele de prelucrare a cărnii sunt ușor de integrat în gastronomia modernă: 
- preparatele erook cu celuloză de metil în loc de proteine,
- enzime produse la lipirea cu utilizarea de azot lichid, 
  - de exemplu, nitro - bezea și
  - cocaina praf fin de gheață de asemenea, numită astfel după pasiunea cu care se gustă.

## Ciocolata
Informațiile clasice spun că apa formează separări de fază în ciocolata lichida. Din contră, Gastronomia moleculară a descoperit că adăugarea apei în ciocolata topită, chiar când se formează spuma, nu mai face necesari agenții de spumare.
Canalul France 5, a prezentat emisiunea "Côté labo, Côté cuisine". Unul din subiecte a fost prepararea înghețatei fără cristale mari de gheață, prin răcirea bruscă cu azot lichid.
Reacția Maillard a amidonului folosind granule alginate pentru obținerea de bile dintr-un lichid 
pe bază de săruri.
Compuși folosiți în industria alimentară pentru schimbarea structurii alimentelor prin efecte mecanice, sau datorită schimbărilor de temperatură sau prin utilizarea aditivilor:
- agar-agar
- carraghénanes
- agenți de îngroșare: guar, tara, caruba, guma xanthane,
- emulsificatori: lecitina
- îndulcitori: xylitol

Alte ingrediente folosite:
- castraveți
- roșii
- zeama supei de vită cu spaghetti
- menta,

iar combinațiile pot fi: 
- caviar și castravete verde
- castraveți proaspeți și crustă de castravete din mici bile picurate cu pipeta,

Prepararea se bazează pe utilizarea de azot lichid, la o temperatură de -196 °C. Ingredientele sun scufundate în azot lichid, iar apoi sunt imediat congelate pentru păstrare în stare solidă. În acest fel puteți pregăti și băuturi alcoolice.
în 2004, cercetarea din Facultatea de Științe ale Vieții de la Universitatea din Copenhaga   si  Arhivat în 23 mai 2009, la Wayback Machine. , profesorii Thorvald Pedersen și Leif Skibsted s-au axat pe studiul aspectelor: 
- gătit, servire și consum
- aroma în timpul gătitului
- impactul senzorial: gust, miros, aspect
- modul de interpretare al stimulilor de către creier

## Laboratoarele folosesc
- baia de apă cu temperatura controlata (gătire în vid temperatură joasă ("sous vide"),
- evaporatorul rotativ pentru a produce extracte,
- sărurile aromă
- distilatele.

## Metodele de laborator
profunzimea de observare, 
fabricarea și testarea ipotezei
un experiment controlat, 
obiectivitate științifică, și 
reproductibilitatea a experimentului
Bucătăria inspirată de cea moleculară utilizează o varietate de produse naturale:
- generatoare de textură (alternative versatile la gelatina)
  - gumă xantan (E415)
  - materiale derivate din alge marine
  - agar-agar alginat,
  - guma de carruba
  - guma de guar.

## Bucătari
- Ferran Adria (caviarul pepene sferic) sau somon Heston Blumenthal cu sos dulce
- Juan Amador
- bucătari în Germania: Heiko Antoniewicz, Heston Blumenthal, Grant Achatz și Marc Veyrat
- Martin Berasategui, Juan Arzak, Joan Roca, Luis Aduriz și Quique Dacosta și Homaru în Cantu (Chicago), Sergio Herman (Țările de Jos) și Rene Redzepi (Danemarca).

Preparate ale gastronomiei molaculare: spume, jeleuri calde, "inghetata" caldă care se topește în timpul răcirii în gură, dulciuri facute din ulei de măsline sau de "caviar" de pepeni. Datorită combinatii surprinzatoare de arome, temperaturi dulci și sărate, și texturi, aceste feluri de mâncare fac parte din "Școala de percepție", și se apropie de metodele artei moderne.

## Restaurante
Cele mai renumite restaurante de Gastronomie moleculară sunt: Pierre Gagnaire (Paris, Londra, Tokyo), și Ferran Adria (cunoscut la nivel internațional pentru restaurantul său "El Bulli", în Roses, Spania), Heston Blumenthal de la The Fat Duck (Berkshire Anglia), Ariel gastronomic Bramuglia la Antica (La Plata Argentina), Damian Delorenzi în Rostower hotel (Rosario Argentina), Homaro Cantu la moto (Chicago), Wylie Dufresne la WD-50 (New York), Grant Achatz în Alinea (Chicago), Jose Andres Minibar (în Atlantic Cafe, Washington DC), Jeff Ramsey în său tapas Bar moleculare (Mandarin Oriental hotel Tokyo), Kevin Sousa în alchimie, în Grille Bigelow (Pittsburgh), și Richard Blais la Barton G. (Miami) și Hector Santiago, Pura Vida (Atlanta), frații Allan Raush restaurant în Bogota (Columbia) și Denis Martin în Vevey (Elveția).